# Johnny Deluxe
Johnny Deluxe est un groupe pop danois. Formé à Londres en 2000 par le chanteur Noam Halby, le bassiste Jakob S. Glæsner et le guitariste Søren Itenov, le groupe fut ensuite rejoint par Morten Lynggaard en 2002

## Carrière
Le groupe a pris part à KarriereKanon organisé par la station radio P3 en 2003 et a sorti le maxi "Elskovspony" en novembre de la même année. En janvier 2004, Johnny Deluxe signe un contrat avec Copenhagen Records, à la suite de quoi il sort leur premier album Johnny Deluxe le 24 mai 2004. L'album devint disque d'or le 4 octobre 2004 et a depuis été vendu à plus de 40 000 copies.

En 2005 le groupe avait plus de cent concerts à son actif. Leur second album, LUXUS, sortit en octobre 2005 et s'est vendu à plus de 20 000 à ce jour. Leur troisième album, De knuste hjerters klub est sorti le 22 septembre 2008.

## Discographie

### Albums
- Johnny Deluxe (24 mai 2004)
- LUXUS (octobre 2005)
- De knuste hjerters klub (22 septembre 2008)

### Singles
- Elskovspony (maxi) (2003)
- Drømmer Jeg? (avec Anna Nordell) (2004)
- Vi Vil Ha' Mer (2004)
- Sommeren Er Forbi (2005)
- Det Du Gør (2005)
- Drenge Som Mig (2005)
- En For Alle (2006)
- Så er det Sommer (2008)

## Récompenses
En novembre 2004, le groupe fut désigné "The Year's Best Danish Debut" par Zulu Awards.